# Zázračné dítě

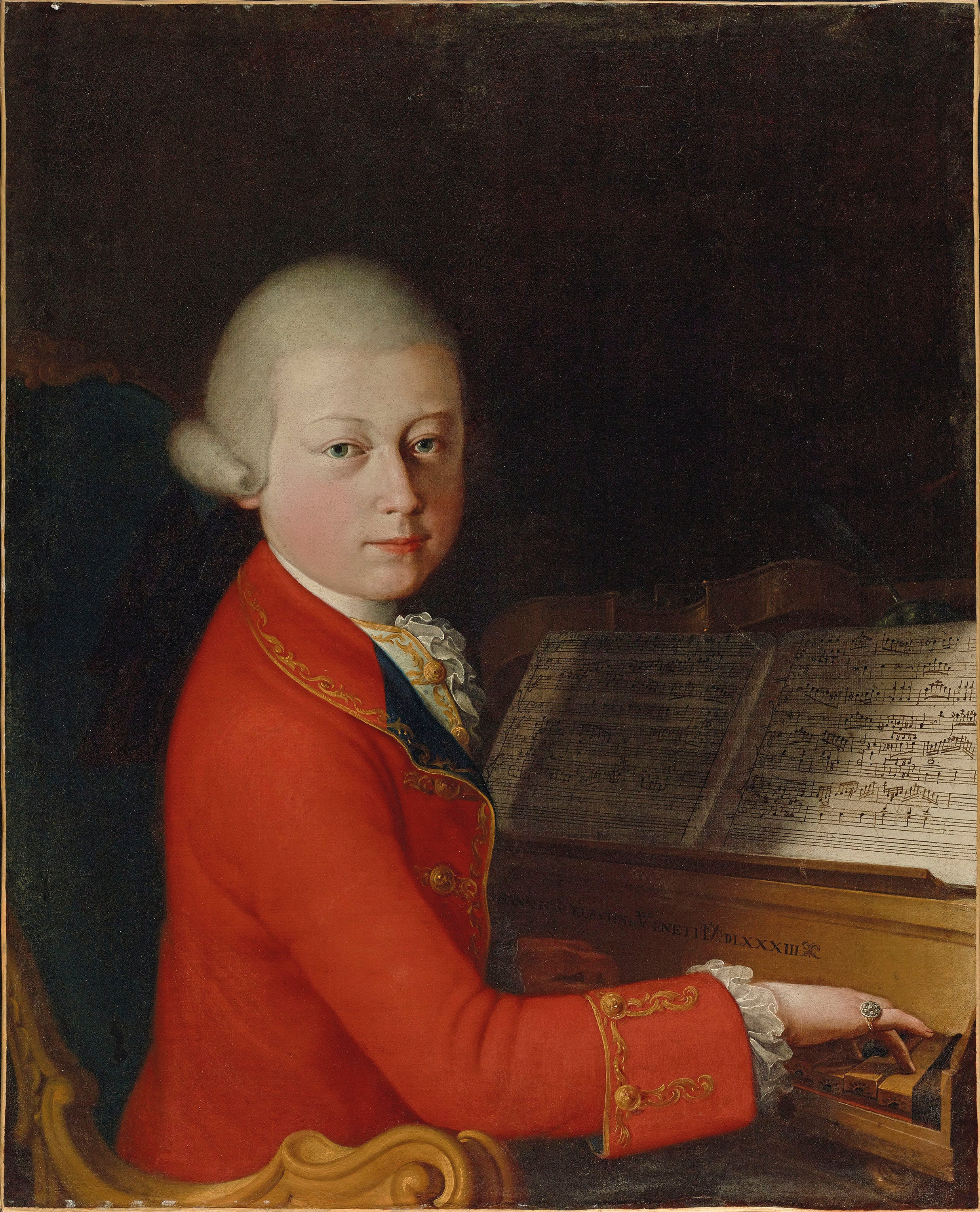
Wolfgang Amadeus Mozart komponoval od pěti let

Zázračné dítě (německy: Wunderkind, anglicky: Child prodigy) je označení osoby, která vykazuje mimořádné schopnosti (nejčastěji hudební, matematické či kombinatorické - obvykle šachové) v raném věku, před pubertou. Za typického představitele zázračného dítěte bývá označován Wolfgang Amadeus Mozart. Zázračné děti byly často studovány neurology či biology mozku, ale výsledky jsou nejednoznačné - například u zázračných malých hudebníků nebylo zjištěno nadprůměrné IQ, zatímco u matematických dětských géniů samozřejmě ano, byť i tam se ukázala větší korelace spíše k výjimečně rozvinuté dlouhodobé pracovní paměti než k inteligenci. Předmětem častých debat je role dědičnosti a naopak role vychovatelů a prostředí - otázka, zda lze rysy zázračnosti vychovat, například tlakem na cvičení na hudební nástroj. Dalším polem výzkumu je vztah zázračných dětských schopností k autismu a jiným mentálním poruchám (až 10 procent autistů nějaké takové schopnosti vykazuje - viz též syndrom učence). Řada zázračných dětí také trpí v dětství úzkostí, depresemi a jinými psychickými obtížemi. Velmi diskutovaným jevem je také to, že většina zázračných dětí si své schopnosti neudrží v dospělosti a není v životě nijak zvlášť úspěšná. Dosti častou teorií to vysvětlující je, že si zázračné děti zvyknou dosahovat výsledků bez úsilí a bez systému, který by si uvědomovaly - nevědí, jak to, že něco umí či vědí, proto nejsou schopny si později vybudovat systémy učení či bádání. Rosemary Callard-Szulgitová přišla s alternativním vysvětlením, že zázračné děti se nenaučí konfrontovat s neúspěchem a jakmile na něj v dospělosti narazí, prakticky je paralyzuje. Ale některé zázračné děti výsledků dosáhnou, ke známým vědcům, kteří byli klasifikováni v dětství jako zázrační, patří Lev Landau, Norbert Wiener nebo John von Neumann. Uspěla i řada hudebníků: vedle Mozarta například Fryderyk Chopin, Ferenc Liszt nebo Camille Saint-Saëns.